# Historia de la Nueva España, escrita por su esclarecido conquistador Hernán Cortés
La Historia de Nueva España, escrita por su Esclarecido Conquistador Hernán Cortés es un libro histórico escrito por el conquistador Hernán Cortés en el que detalla los sucesos de la conquista, el modo en el que vivían los naturales de América, su vestimenta, el trazado de las calles, características de los pueblos e idioma. Es el informe más completo e importante sobre este acontecimiento. La edición de 1770 tiene anotaciones del arzobispo Francisco Antonio Lorenzana.

## Contexto histórico
El libro fue compilado por Francisco Antonio de Lorenzana y Butrón, religioso español, humanista e historiador interesado por la cultura novohispana. Lorenzana nació en León, el 22 de septiembre de 1722. Fue obispo de Plasencia en 1765. El 14 de abril fue llamado a ocupar el arzobispado de la Nueva España.

## Contenido del libro
Este documento histórico contiene la segunda, tercera y cuarta Cartas de Relación que Cortés envió a Carlos V, así como un texto llamado Cordillera de los pueblos, que antes de la conquista pagaban tributo al emperador Muctezuma, y en especie, y en cantidad, el cual contiene explicaciones en castellano de los jeroglíficos.
Con dos siglos de diferencia entre las Cartas de Relación de Cortés, este libro puede verse como un puente entre la interpretación de Cortés al inicio de la conquista, y la de un actor clave en la época novohispana.